# Ян Вышатич
Ян (Иоанн, Иван) Вышатич (др.-рус. Янь; ок. 1016 — 24 июня 1106) — киевский тысяцкий, сын Вышаты, воеводы князя Ярослава Владимировича (Мудрого).

## Биография
В 1071 году Ян собирал в Ростовской земле дань для Святослава Ярославича. Тогда же он подавил в Белоозере восстание, вызванное неурожаем и голодом. Возглавлявшие восставших два волхва обманывали население, утверждая, что женщины в голодный год скрывают в себе жито, мёд, рыбу и т. п.; Ян беседовал с волхвами, потом вышел на них с оружием, и те после схватки бежали в лес. Позже они были выданы и казнены. Яну для этого пришлось пригрозить белозерцам тем, что он будет с дружиной кормиться у них в течение года.
Летописи также описывают прения о вере между Яном Вышатичем и бунтующими волхвами. Те якобы утверждали, что поклоняются Антихристу, сидящему в бездне. Закончилась она тем, что волхвы признали, что им не быть живыми от Яна. Воевода сказал, что хочет получить награду от Бога и выдал волхвов родне тех, кого они погубили. Люди их растерзали.
В 1093 году Ян Вышатич ходил на половцев с Мономахом, а в 1106 году с братом Путятой и Иваном Захарьичем побил их около Заречска и «отнял у них полон». Летописи и печерский патерик восхваляют добродетели Яна Вышатича и его жены Марии, пользовавшихся любовью преподобного Феодосия, который беседовал с ними о милостыне, о царствии небесном и смертном часе.
Сыном Яна был первый игумен Киево-Печерской лавры преподобный Варлаам Печерский.

## В художественной литературе
- Антонин Ладинский. Последний путь Владимира Мономаха (роман).
- Павел Виноградов. Янь и волхв (рассказ).